# Galeodopsis birulae
Espèce
Synonymes
- Galeodes birulae Hirst, 1912

Galeodopsis birulae est une espèce de solifuges de la famille des Galeodidae.

## Distribution
Cette espèce est endémique d'Iran,.

## Description
Le mâle mesure 36 mm,.

## Étymologie
Cette espèce est nommée en l'honneur d'Alexei Andreevich Byalynitsky-Birula.

## Publication originale
- Hirst, 1912 : Descriptions of new arachnids of the orders Solifugae and Pedipalpi. The Annals and Magazine of Natural History, sér. 8, vol. 9, p. 229-237 (texte intégral).